# Sveva da Montefeltro
Sveva da Montefeltro ou encore Seraphina Sforza, née à Urbino vers 1434 et morte à Pesaro le 8 septembre 1478, est une noble dame italienne devenue une religieuse clarisse après sa répudiation par son mari Alessandro Sforza.

## Biographie
Sveva da Montefeltro est née à Urbino de Guidantonio da Montefeltro, comte d'Urbino et de Caterina Colonna. Elle est éduquée à Rome par son oncle maternel, le pape Martin V.
En 1448 Sveva épouse Alessandro Sforza, prince de Pesaro mais 10 ans après le mariage, son mari menant une vie dissolue la maltraite et la force à entrer au couvent des clarisses de Pesaro. En 1475, Sveva qui a pris le nom de Seraphina est élue abbesse du monastère de Pesaro où elle meurt en 1478.
Son corps exhumé quelques années après sa mort est trouvé intact et est actuellement conservé à la cathédrale Sainte-Marie de l'Assomption où elle est vénérée.
Seraphina est béatifiée par le pape Benoît XIV en 1754 et est célébrée le 9 septembre par les Franciscains.

## Source de traduction
- (ca) Cet article est partiellement ou en totalité issu de l’article de Wikipédia en catalan intitulé « Sveva da Montefeltro » (voir la liste des auteurs).